# Javier Matilla
Javier Magro Matilla (Quero, 16 agosto 1988) è un calciatore spagnolo, centrocampista dell'Athens Kallithea.

## Carriera

### Club
Javier Magro Matilla è cresciuto nelle giovanili dell'Albacete. In seguito, nel 2007 è stato prelevato dal Villarreal, per il quale ha giocando in tutte le categorie minori. Qui, per tre stagioni, si è messo a disposizione di Juan Carlos Garrido tecnico della seconda squadra con la quale ha disputato 95 gare e segnato 3 reti.
Dal 2009 fa parte dell'organico della prima squadra, con la quale ha debuttato in massima serie il 4 aprile 2009 nella gara, persa all'Estadio de los Juegos Mediterráneos di Almería, contro l'club di casa. Dal 2010 è di nuovo allenato da Juan Carlos Garrido cui è stata affidata la guida della squadra principale.
Il 28 giugno 2011 il Betis Siviglia comunica sul suo sito ufficiale di aver raggiunto l'accordo con il Villarreal per il passaggio del calciatore a titolo definitivo. Il calciatore sarà legato al Betis Siviglia con un contatto della durata di 3 anni

### Nazionale
Vanta una presenza con la Spagna Under-21.

## Palmarès

### Club

#### Competizioni nazionali
- Souper Ligka Ellada 2: 1

Athens Kallithea: 2023-2024 (gruppo B)